# 傅作義
傅 作義（ふ さくぎ）は中華民国、中華人民共和国の軍人・政治家。陸軍二級上将。民国時代は北京政府、国民政府（国民革命軍）、山西派に属した。中華人民共和国では、長年にわたり水利部長をつとめている。字は宜生。

## 事跡

### 晋軍での活動
富農の家庭に生まれる。1910年（宣統2年）、太原陸軍小学に入学した。太原で辛亥革命に呼応した蜂起が発生した際には、学生軍として革命に参加した。
1912年（民国元年）、北京の清河鎮第1陸軍中学に転校する。1915年（民国4年）、保定陸軍軍官学校第5期歩兵科に入学した。同学校での成績は校内第1位であった。1918年（民国7年）に卒業し、山西に戻る。閻錫山率いる晋軍（山西軍）に加入し、軍歴を重ねていった。1926年（民国15年）、第4旅旅長となり、その翌年には第4師師長に昇進した。
同年6月、閻錫山が国民政府側に転じると、10月に傅作義は第4師を率いて涿州を攻略し、奉天派に打撃を与えた。その後、奉天派が2個師と2個旅の大部隊で涿州奪回を図ったが、傅はその防戦指揮で3か月にわたり持ちこたえた。しかし、1928年（民国17年）1月、抗戦が限度に達したと見た傅は、一時的に奉天派に降伏している。まもなく、傅は密かに脱出して山西に戻り、閻から国民革命軍第3集団軍第5軍団総指揮兼天津警備司令に任じられた。

### 対日戦での活躍

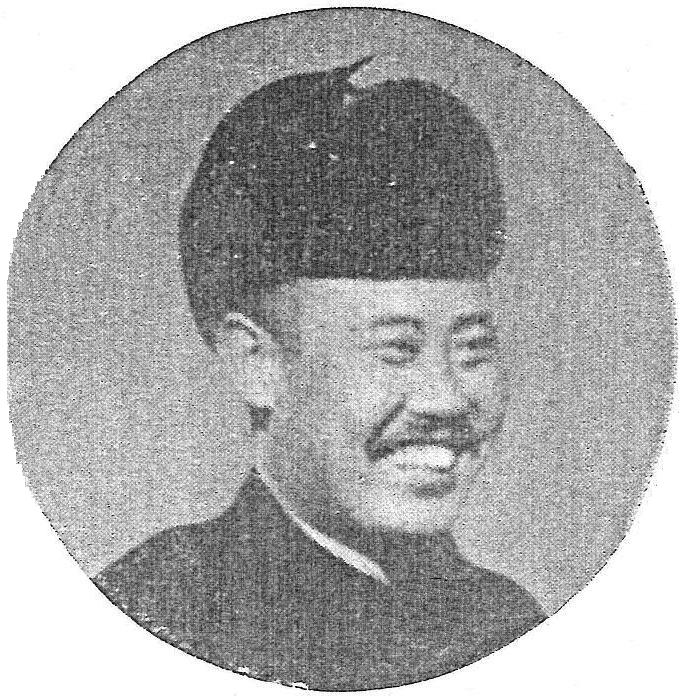
『支那事変写真帖』（1938年）

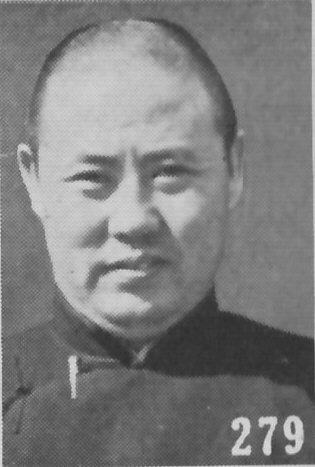
傅作義別影（『最新支那要人伝』1941年）

1930年（民国19年）5月、閻錫山らが反蔣介石の中原大戦を発動すると、傅作義は第4路軍指揮官などをつとめた。閻が敗北すると、張学良配下に転じる。翌年5月、第35軍軍長に任命され、さらに8月には、綏遠省政府主席となった。傅作義は、綏遠省の内政でもその手腕を発揮し、治安維持、農村基層組織改革、金融整理、都市・農村建設、教育事業などに好成績をあげた。
9月、満州事変が発生すると、徐永昌・宋哲元らと連名で抗日の声明文を発した。1933年（民国22年）1月、日本軍が山海関を攻撃して長城抗戦が勃発すると、傅は翌月に第7軍団総指揮に任じられる。4月末に自ら第59軍を率いて張家口から昌平へ急行した。5月23日、傅は日本軍第8師団と交戦を開始し、激戦により双方ともに大きな損害を出した。6月末、傅は綏遠省に引き返している。
1935年（民国24年）4月、傅作義は陸軍2級上将に昇進した。翌年11月、李守信率いる蒙古軍政府軍と王英率いる大漢義軍が綏遠省へ侵攻してくると、傅はこれを迎撃・駆逐しようとする。傅は11月24日、百霊廟の蒙古軍政府軍を撃破し、12月4日には、これを完全に駆逐して勝利を収めた（綏遠事件）。
1937年（民国26年）以降の日中戦争（抗日戦争）では、傅作義は第2戦区第7集団軍総司令、第2戦区北路軍総司令、第8戦区副司令などを歴任している。忻口戦役、太原防衛戦、五原戦役など大きな戦いに参戦した。傅の戦績は良好で、1939年（民国28年）には国民政府から青天白日勲章を授与されている。抗戦中の傅は中国共産党（八路軍）ともよく連携し、自軍の強化のために軍事交流を行った。しかし、このために閻錫山から「赤化」「七路半軍」との非難を浴びている。
抗戦勝利直前の1945年（民国34年）7月、傅は第12戦区司令長官に任じられた。勝利後は熱河省、察哈爾省、綏遠省の日本軍降伏受諾事務を担当している。

### 北平無血開城

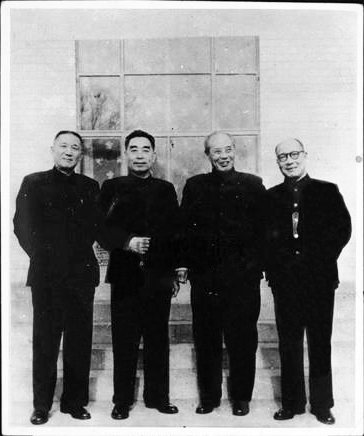
1962年春節前夜に周恩来が傅作義らを招聘し、台湾問題について討議した後に撮影。左から順に張治中、周恩来、傅作義、屈武

国共内戦の勃発に傅作義は内心反対であったが、内戦では人民解放軍と華北で戦闘を展開した。1947年（民国36年）1月、傅は察哈爾省政府主席に転じた（後任の綏遠省政府主席には、部下の董其武が就いている）。
同年12月には、華北剿匪総司令に任じられ、北平に拠点を置いている。しかし、翌年に指揮下にあった新第32師が人民解放軍に殲滅されるなどの打撃を受け、戦況は好転しなかった。年末からは各方面の和平工作もあり、ついに1949年（民国38年）1月、傅作義は北平を無血開城している。
中華人民共和国成立後は、中央人民政府委員、軍事委員会委員、水利部部長、全国人民代表大会代表、国防委員会副主席、中国人民政治協商会議全国常務委員、同副主席などを歴任した。特に水利部長の地位には、建国直後から死去直前まで25年間在任している。
1974年4月19日、北京にて病没。享年80（満78歳）。